# Nervo buccinatore
Il nervo buccinatore (detto anche buccinatorio o buccale) è un ramo terminale che origina, assieme ad altri nervi (il “nervo masseterino”, i “nervi temporali profondi” e il “nervo pterigoideo esterno”) dal “tronco anteriore”, nervo prevalentemente motorio e più piccolo rispetto al “tronco posteriore”, più voluminoso e sensitivo che dà origine ad altri nervi (al “nervo auricolo temporale”, al “nervo del muscolo tensore del timpano”, al “nervo del muscolo del tensore del palatino”, al “nervo pterigoideo interno”, al “nervo linguale” e al “nervo alveolare-inferiore”), i quali a loro volta si convergono al livello del foro ovale dello sfenoide per riunirsi in un unico e voluminoso nervo, il “nervo mandibolare”, definito misto, poiché esso ha funzione sia motoria sia sensitiva: infatti il nervo mandibolare è costituito da fibre sensitive che prendono origine  dalla estremità laterale del Ganglio semilunare di Gasser, mentre le fibre motrici sono la continuazione del nervo trigemino, e, fuoriuscendo dal “cavo di Meckel” (o cavo trigeminale), localizzato postero inferiormente rispetto alla loggia cavernosa, raggiunge così il foro ovale dello sfenoide, che mette in comunicazione la fossa cranica media con la fossa infratemporale; una volta immesso nel foro ovale, poco prima di dividersi nei due tronchi, antero laterale e postero laterale, dà origine a un ulteriore ramo detto “nervo spinoso”, che rientra nel cranio, attraverso il foro spinoso dello sfenoide, per unirsi all'arteria meningea media.
Il nervo mandibolare costituisce la terza diramazione del nervo trigemino, insieme al nervo mascellare, che rappresenta la seconda ramificazione ed è di dimensioni medie, mentre il “nervo oftalmico”  (dal greco antico “ὀϕϑαλμός, οῦ”, “occhio”) rappresenta la prima ramificazione ed è il meno voluminoso tra i tre, inoltre, questi ultimi due sono nervi esclusivamente sensitivi, diversamente dal mandibolare. Anche il nervo trigemino (dal latino “trigemĭnus” “tre” o “triplice” e gemĭnus “gemello”) è di componente mista, anche se la parte sensitiva prevale nettamente su quella motrice, è inoltre il nervo encefalico più voluminoso dei tredici nervi encefalici principali (il nervo terminale, il nervo olfattivo, il nervo ottico, il nero oculomotore, il nervo trocleare, il nervo trigemino, il nervo abducente, il nervo facciale, il nervo vestibolococleare, il nervo glossofaringeo, il nervo vago, il nervo accessorio e il nervo ipoglosso).

## Anatomia e funzione
Il nervo buccinatore, precisamente, è situato in alto nell'angolo della guancia. Si muove verso il basso e si ramifica dal nervo mandibolare. Il nervo buccinatore inizia in profondità nella cavità orale, passa tra le due teste dei muscoli pterigoidei (laterale e mediale) e si diffonde verso le guance.I rami del nervo sono due: superficiale e profondo. I rami superficiali terminano nelle guance e raccolgono la componente sensitiva alla pelle delle guance, mentre i rami profondi raccolgono la sensibilità delle guance e del rivestimento gengivale presso la zona molare (presso i molari). Sebbene la componenente del nervo buccinatore che deriva dal nervo mandibolare sia esclusivamente sensitiva, alcuni rami motori del nervo facciale si uniscono a questo nervo per fornire funzioni motorie al muscolo buccinatore per i movimenti facciali (come il sorriso o le labbra arricciate). Quindi, anche se il nervo buccinatore prende il nome dall'omonimo muscolo, l'innervazione motoria del muscolo non è data da questo nervo, di conseguenza non è di origine trigeminale, come apparentemente si può pensare, bensì deriva dall'anastomosi (dal greco antico “ἀναστομόω”, “aprire un'imboccatura”) del nervo buccinatore con rami provenienti dal facciale, nervo deputato all'innervazione della muscolatura mimica, della quale il muscolo buccinatore fa parte. 
Il nervo buccinatore o buccale contiene inoltre fibre visceroeffettrici derivanti dal ganglio otico che regolano la funzione secretoria interna delle ghiandole salivari geniene (dette anche ghiandole molari) e quelle labiali. Deriva dalla separazione del nervo temporo-buccinatore del tronco anteriore, si sposta poi in avanti ponendosi a lato del muscolo buccinatore.
Il buccinatore, oltre a innervare parte della superficie interna della guancia partecipa anche all’innervazione sensitiva di una parte della mucosa del processo alveolare inferiore (parte più posteriore e vestibolare dell'emiarcata inferiore).

## Trattamenti clinici
Nell'ambito della chirurgia dentale, come ad esempio la rimozione dei terzi molari (o dei denti del giudizio), o altre attività eseguite sui denti che richiedono al paziente di non sentire il lavoro in corso e sensazioni di fastidio o dolore, il dentista attuerà un blocco nervoso. Questo blocco nervoso comune è chiamato blocco del nervo alveolare inferiore. Durante questo processo, il nervo buccinatore viene così anestetizzato. Questo processo intorpidisce le guance e le gengive. L'anestesia del nervo buccinatore può aiutare i pazienti a sperimentare visite dentistiche indolori quando hanno bisogno di eseguire lavori dentali anche di lunga durata. Il nervo buccinatore è anche vulnerabile alle lesioni quando vengono rimossi i terzi molari, comunemente noti come denti del giudizio (spesso rimossi in età post adolescenziale). Questo infatti è ben noto ai chirurghi orali e nel caso si dovesse verificare un danno o una lesione, il nervo con il tempo può ripararsi da solo, tuttavia a volte non può essere riparato. Se non dovesse risanare da solo, il paziente ha a disposizione alcuni trattamenti appositi. 
Inoltre, trovandosi a livello degli angoli della cavità orale, il nervo buccinatore rischia talvolta di esser danneggiato da una disfunzione dell'osso mascellare (osso dello splancocranio o massiccio faciale), il quale è noto anche come disturbo dell'articolazione temporo - mandibolare (ATM).
Qualche anno fa si osservò come la mancanza di anestesia al nervo buccale e un'ulteriore quantità insufficiente di anestetico fossero responsabili di inappropriati blocchi al nervo alveolare inferiore, in seguito a ciò gli odontioiatri hanno mirato a valutare l'efficacia anestetica di iniettare un volume maggiore di anestetico utilizzando l'approccio anteriore (tecnica anteriore) in ambito clinico e con analisi di risonanza magnetica (MRI). 
Questo studio prospettivo ovviamente includeva pazienti che avevano la necessità di rimuovere il terzo molare mandibolare, quindi fu pensato di cambiare il dosaggio effettivo dell'anestetico da 1,8 ml a 2,7 ml. L'anestesia con il dosaggio da 2,7 ml su pazienti che ricevevano la tecnica anteriore ebbe infatti un'alta percentuale di successo (96% circa), rispetto a quella con dosaggio di 1,8 ml di anestetico (avente come percentuale di successo circa il 67%). Lo studio MRI ha mostrato che l'anestetico era distribuito sulla superficie anteriore del tendine temporale e nello spazio pterigomandibolare dopo la tecnica anteriore. In conclusione l'anestesia del nervo vestibolare utilizzando la tecnica anteriore con 2,7 ml di soluzione anestetica in questo modo ha contribuito ad aumentare la percentuale di successo dell'anestesia per la rimozione dei terzi molari mandibolari.
Vi sono tuttavia alcune complicazioni prima o nell'attuare questa manovra: reazione allergica all'anestetico, tossicità dovuta a un eccessivo dosaggio di anestetico che possono provocare convulsioni o aritmie cardiache, iniezione intravascolare di anestetico / epinefrina, ematoma, neuropatia, diffusione dell'infezione, passando l'ago attraverso un'area infetta, anestetizzazione dei rami del nervo facciale (nervo cranico VII) a causa del posizionamento dell'ago eccessivamente posteriore, una mancata anestetizzazione, la seguente rottura dell'ago e perdita dell'ago all'interno dei tessuti molli (la maggior parte delle complicazioni deriva da un posizionamento impreciso dell'ago).
Inoltre occorre un'attrezzatura apposita per eseguire l'anestesia locale: un unguento anestetico topico  (Lidocaina 5% benzocaina 20%), un anestetico locale iniettabile come lidocaina 2% con epinefrina 1:100.000, o per anestesia di lunga durata, bupivacaina 0,5% con epinefrina 1: 200.000, una siringa di aspirazione dentale (con cilindro stretto e cartucce anestetiche iniettabili personalizzate) o altra siringa a cilindro stretto (3 ml) con mozzo di bloccaggio, un ago da 25 o 27 gauge: 3 cm di lunghezza per i blocchi nervosi.L'odontoiatra deve essere a conoscenza di qualsiasi deficit nervoso preesistente nel paziente prima di eseguire il blocco nervoso, inoltre la manovra del blocco potrebbe fallire nel caso l'anestetico non venisse posizionato sufficientemente vicino al nervo. Ad ogni intervento l'odontoiatra deve utilizzare un nuovo ago, poiché quello precedentemente utilizzato potrebbe essersi otturato con un pezzo di tessuto o sangue e potrebbe in questo modo compromettere inevitabilmente la manovra al momento del posizionamento intravascolare accidentale. Nel caso l'odontoiatra non fosse certo di dove sia l'ago o nel caso il paziente non volesse collaborare bisogna interrompere immediatamente la procedura di blocco del nervo.